# Timring
Timring is een plaats in de Deense regio Midden-Jutland, gemeente Herning, en telt 652 inwoners (2008).